# 造園工事
造園工事（ぞうえんこうじ）とは、造園工事業者が行う整地、樹木の植栽、景石のすえ付け等により庭園、公園、緑地等の苑地を築造ならびに維持管理するための専門の建設工事。道路や建築物の法面や壁面、屋上等を緑化し、又は植生を復元する工事も含む。

## 工事の定義
しばしば現場で造園の工事の範囲はどこまでかということが問題となることがある。造園工事は建設業法に基づく建設工事の一つで、昭和60年10月の建設省建設経済局長通達によれば、「造園工事は、敷地、樹木の植栽、景石のすえ付け等により庭園、公園緑地等の苑地を築造する工事」とされ、例示として、「植栽工事、地工事、景石工事、地ごしらえ工事、公園設備工事、広場工事、園路工事、水景工事」とされている. したがって、敷地造成工事から工作物工事までを含む総合的な工事が造園工事であると理解することができる。重要な部分として、造園工事の例示の中に広場工事と園路工事は後に新しく追加されたものである。広場工事とは「修景広場、芝生広場、運動広場その他の広場を築造する工事」であり、園路工事とは「公園内の遊歩道、緑道等を建設する工事である。例示における公園設備工事には、花壇、噴水、その他の修景施設休憩所、その他の休養施設、遊戯施設、便益施設等の建設工事が含まれる。」となっている。

## 工事の種類
植栽をはじめとする生物系技術と工学系技術の工事現場での接点調整、植物をはじめとする自然材料を 用いた現場施工や手仕事による伝統的造園技能の活用も図られる。
おもな工事種類はつぎのとおり
- 土工事 - 造成#造園修景など参照。下記の植栽基盤工事や各種施設施工作業での作業土工から、各種施設施工作業のための構造物土工事、園路広場整備工事やグラウンド・コート舗装工事などでのすきとり土工事など。
- 植栽工事 - 土工事を伴う植栽と植栽基盤整備（土壌改良等）植生復元工事・緑地育成工事。樹木、芝生、草花などの植物を育成する建設工事の場合、支柱の設置など伴って行う工事も該当
  - 高木植栽工事、中低木植栽工事、特殊樹木植栽工事、地被類植栽工事、草花種子散布工事、播種工事、花壇植栽工事、樹木養生工事、構造物土工事、樹名板工事、根囲い保護工事、芝生保護工事、壁面緑化施設工事など。
  - 移植工事 - 根回し工事、高木移植工事、根株移植工事、中低木移植工事、地被類移植工事、樹木養生工事、構造物土工事、樹名板工事、根囲い保護工事など。
  - 樹木整姿工事 - 高中木整姿工事、低木整姿工事、樹勢回復工事など。
- 緑化工事 - 緑化工学に基づき、公共空間の緑化・道路などの築造物法面緑化・崩壊山地復旧緑化（ヘリコプターによる航空緑化）壁面緑化や屋上緑化、敷地境界壁面の生垣化など
- 各種法面工事 - 法面ネット工事、法枠工事、編柵工事、かご工事、植生工事など。
- 地被工事 - 地被植物の植栽（例として芝生の張付け）や舗装（主にはペーブメントデザイン）
- 地ごしらえ工事
- 客土、目土などの養生工事
- 景石工事[1]
- 公園工事/公園設備工事 - 花壇、噴水その他の修景施設、休憩所その他の休養施設、遊戯施設、便益施設等の建設工事が含まれている
  - 広場工事・園路工事 - 修景広場、芝生広場、運動広場その他の広場を築造する工事であり、園路工事は、公園内の遊歩道、緑道等を建設する工事とされている
- 水景工事
- 造園施設工事 - 築造等にともなう擁壁類や庭門その他各種造園施設の施工や維持修繕工事
  - 基盤整備工事 - ここでいう造園工事での基盤整備とは、公園緑地整備の他に住宅団地や各種諸施設（外部空間、工場敷地、大学キャンパス、駅前広場、・・・）などの造園工事あたり、地形の改変や地形の納まりに係わる作業の総称である。
  - 施設撤去工事 - 構造物取壊し工事、造園施設撤去工事、移設工事、伐採工事、発生材再利用工事など。
  - 敷地造成工事 - 表土保全工事、整地工事、掘削工事、盛土工事、路床盛土工事、法面整形工事、作業残土処理工事、表層安定処理工事、バーチカルドレーン工事など。
  - 植栽基盤工事 - 透水層工事、土層改良工事、土性改良工事、表土盛土工事、人工地盤工事、造形工事など。
  - 各種擁壁工事 - 場所打擁壁工（構造物単位）、場所打擁壁工事、プレキャスト擁壁工事、自立ウォール工事、帯鋼補強土壁・アンカー補強土壁工事、ジオテキスタイル補強土壁工事、コンリートブロック工事(コンクリートブロック積、間知ブロック張、平ブロック張、連節ブロック張、緑化ブロック積)、石積（張）工事、小型石積工事など。
  - 造園系施設整備工事 - ここでいう造園工事での施設整備とは、住宅団地や公園緑地等に通常設置される各種施設の整備、設置に係わる作業の総称である。
    - 修景施設整備工事 - 石組工事、添景物工事、袖垣・垣根工事、花壇工事、トレリス工事、モニュメント工事、小規模水施設工事、水施設工事、修景施設修繕工事など。
    - 遊戯施設整備工事 - 遊具組立設置工事、小規模現場打遊具工事、現場打遊具工事、遊具施設修繕工事など。
    - サービス施設整備工事 - 時計台工事、水飲み場工事、洗い場工事、ベンチ・テーブル工事、野外炉工事、炊事場工事、サイン施設工事、サービス施設修繕工事など。
    - 管理施設整備工事 - リサイクル施設工事、ごみ施設工事、井戸工事、門扉工事、柵工事、車止め工事、園名板工事、掲揚ポール工事、反射鏡工事、境界工事、管理施設修繕工事など。
    - 建築施設組立設置工事 - 四阿工事、パーゴラ工事、シェルター工事、キャビン（ロッジ）工事、温室工事、観察施設工事、売店工事、荷物預り所工事、更衣室工事、便所工事、倉庫工事、自転車置場工事、建築施設修繕工事など。
    - 施設仕上げ工事 - 塗装仕上げ工事、加工仕上げ工事、左官仕上げ工事、タイル仕上げ工事、石仕上げ工事など。
    - 園路広場整備工事 - 区画線工事、視覚障害者誘導用ブロック工事、園路縁石工事、階段工事、造園橋工事の他、園路広場用各種舗装工事（デッキ工事舗装準備工事、アスファルト系舗装工事、アスファルト舗装工事、コンクリート系舗装工事、土系舗装工事、レンガ・タイル系舗装工事、木系舗装工事、樹脂系舗装工事、石材系舗装工事、排水性舗装工事、舗装仮復旧工事）など。

修景施設とは、景観づくりに係わる施設の設置に係わる作業の総称。遊戯施設とは、住民や利用者の遊戯に供する施設の設置に係わる一連作業の集約名称。サービス施設とは、住民や利用者の利便に供するための施設の設置に係わる作業の総称。管理施設とは、住民や利用者の円滑な利用を維持し増進するための施設の設置に係わる作業の総称。建築施設組立設置とは、建築施設のうち、本体を工場で製作し、現場では搬入された本体の組立・設置を行う建築物の設置に係わる作業の総称。
施設整備工事には他に給水設備工事、雨水排水設備工事、汚水排水設備工事、電気設備工事、なども必要であるが、これらの工事は該当する他建設工事と同様の内容。
- グラウンド・コート整備工事 - ここでいう造園工事でのグラウンド・コート整備とは各種運動の利用に供するグラウンド・コート及び付帯する施設の設置に係わる作業の総称である。
  - グラウンド・コート舗装工事 - 舗装準備工事、グラウンド・コート用舗装工事、構造物土工事、グラウンド・コート縁石工事など。
  - スタンド整備工事 - スタンド擁壁工事、ベンチ工事、スタンド施設修繕工事など。
  - グラウンド・コート施設整備工事 - ダッグアウト工事、スコアボード工事、バックネット工事、競技施設工事、スポーツポイント工事、審判台工事、掲揚ポール工事、衝撃吸収材工事、グラウンド・コート柵工事、グラウンド・コート施設修繕工事など。

- 自然育成用工事 - ここでいう造園工事での自然育成とは、植生や水辺等の自然環境の整備や野生生物の生息環境の整備に係わる作業の総称である。
  - 自然育成植栽工事 - 湿地移設工事、水性植物植栽工事、林地育成工事
  - 自然育成施設工事 - 自然育成盛土工事、自然水路工事、水田工事、ガレ山工事、粗朶山工事、カントリーヘッジ工事、石積土堰提工事、しがらみ工事、自然育成型護岸工事、保護柵工事、解説板工事など。

自然育成型施設工事には護岸及基礎工事、沈床工事、捨石工事、かご工事、元付工事、牛・枠工事、杭出し水制工事、自然育成施設の修繕工事などは、道路法面など他建設工事でも使用される。
施設の補修等に関しては一般土木でも行われる通常の補習工事、維持管理工事と変わりはない。また塵芥処理や伐木除根工など、道路土工法面や河川維持などでの堤防、植栽法面の維持管理や補修でも行われている維持管理工事も多いので、造園工事の範囲ではそれらの維持工事以外の、以下のような造園業として特徴のある工事があげられる。
公共等の公園緑地の管理（植物管理・維持管理ほかランドスケープの維持管理）も維持管理工事として請負工事契約で行われる。
- 樹木管理工事 - 公園緑地や並木・街路樹他の剪定工事、刈込み工事、施肥工事、病虫害防除工事、枯損木，支障木処理工事、支柱取替え，撤去，結束直し、雪吊り工事、倒木復旧工事、クズの除去工事、除草工事、灌水工事
- 芝生管理工事 - 芝刈り工事、施肥工事、除草工事、目土掛け工事、病虫害防除工事、エアレーション工事、ブラッシング工事、灌水工事、補植工事
- 樹林地管理工事 - 間伐工事、除伐工事、つる切り工事、枝打ち工事、下草刈り工事、補植工事、施肥工事、病虫害防除工事、林床草花・花木の育成工事
- 草花管理工事 - 地拵え工事、植付け工事、播種工事、巡回管理工事、灌水工事、施肥（追肥）工事、刈取り工事、病虫害防除工事、補植，追播工事
- 草地管理工事 - 草刈工事（草原管理や河川・保留地管理など）
- 菖蒲田管理工事 - 掘取り，株分け工事、植付け工事、除草工事、施肥工事、病虫害防除工事、花茎切除工事、枯葉除去工事
- バラ園管理工事 - 剪定工事、摘蕾工事、摘実（花殻切り）工事、中耕，除草工事、施肥工事、病虫害防除工事
- 園地清掃工事 - 清掃工事、収集運搬・集積工事
- 便所清掃工事 - 清掃工事
- 樹木剪定枝葉等のリサイクル工事 - 枝葉等のチップ化工事、堆肥づくり工事
- 屋上緑化の維持管理工事 - 建物管理工事、点検・調査工事、植物管理工事、灌水工事、施設管理工事、事故防止工事、環境対策工事
- 特殊空間緑化の施工事 - 荷揚げと小運搬工事
- 自然育成管理工事 - 自然育成の施設管理工事、自然育成の植栽管理工事

樹の枝払いなどは建設業に該当しない。剪定や冬囲いは工事ではない。このため、経営事項審査の工事経歴書には記載できない。
造園工事に関する書籍には、造園工事総合示方書 技術解説編（日本造園学会／編著 経済調査会 ISBN 978-4-86374-173-7）がある。